# Ассоциация MURCS
Ассоциация MURCS (разновидность синдрома Майер-Рокитанского-Кустер-Хаузера) — это редкая патология развития, которая в первую очередь затрагивает репродуктивную и мочевыводящую систему. Название MURCS составлено из первых букв патологий, входящих в состав синдрома:
- MU (англ. MUllerian agenesis) — синдром Майер-Рокитанского-Кустер-Хаузера
- R (англ. Renal agenesis) — агенезия почек
- CS (англ. Cervicothoracic Somite abnormalities) — аномалии шейно-грудного отдела позвоночника

Ряд исследователей предполагает, что данный синдром также может встречаться и у мужчин, в этом случае наблюдается азооспермия.

## Распространенность
Встречается с вероятностью 1-9 на 100 000